# 레어드 크레거

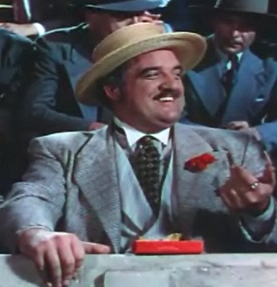

레어드 크리가(Laird Cregar, 영어 발음: /kriːɡɑːr/ 1913년 7월 28일 ~ 1944년 12월 9일)는 미국의 배우, 연극 배우, 영화배우이다.
필라델피아에서 태어났으며 로스앤젤레스에서 사망하였다. 사인은 심근 경색이다.  포리스트 론 메모리얼 파크에 매장되었다.

## 영화
- 더 로저 (1944년)
- 천국은 기다려준다 (1943년)
- 헬로우 프리스코, 헬로우 (1943년)
- 웨스트 포인트에서 온 열 명의 신사 (1942년)
- 검은 백조 (1942년)
- 백주의 탈출 (1942년)
- 찰리의 이모 (1941년)
- 혈과 사 (1941년)